# Schlachtgeschwader 2
O Schlachtgeschwader 2 Immelmann (em homenagem a Max Immelmann) foi uma unidade de ataques e bombardeios da Luftwaffe durante a Segunda Guerra Mundial.
Nos dias atuais da Luftwaffe, o título Immelmann está com o Aufklärungsgeschwader 51 Immelmann.

## Geschwaderkommodoren
- Oberstleutnant Hans-Karl Stepp (18 de Outubro de 1943 - 31 de Julho de 1944)
- Oberstleutnant Hans-Ulrich Rudel (1 de Agosto de 1944 - 8 de Fevereiro de 1945)
- Major Friedrich Lang (9 de Fevereiro de 1945 - 13 de Fevereiro de 1945)
- Oberstleutnant Kurt Kuhlmey (14 de Fevereiro de 1945 - 20 de Abril de 1945)
- Oberst Hans-Ulrich Rudel  (? Abril de 1945 - 8 de Maio de 1945)

Stab:
Foi formado em 18 de Outubro de 1943 em Nowo Krassnoje a partir do Stab/St.G.2. O Stabs-Staffel existiu de Outubro de 1943 - Dezembro de 1943.

## I. Gruppe

### Gruppenkommandeure
- Hptm Alwin Boerst, 18 de Outubro de 1943 - 1 de Maio de 1944
- Hptm Kurt Lau, 1 de Maio de 1944 - 7 de Novembro de 1944
- Hptm Herbert Bauer, 7 de Novembro de 1944 - 8 de Maio de 1945

Formado em 18 de Outubro de 1943 em Pervomaisk a partir do I./St.G.2 com:
- Stab I./SG2 a partir do Stab I./St.G.2
- 1./SG2 a partir do 1./St.G.2
- 2./SG2 a partir do 2./St.G.2
- 3./SG2 a partir do 3./St.G.2 and 7./Sch.G.2

## II. Gruppe

### Gruppenkommandeure
- Hptm Werner Dörnback, 18 de Outubro de 1943 - 30 de Junho de 1944
- Maj Heinz Frank, 30 de Junho de 1944 - 29 de Julho de 1944
- Hptm Karl Kennel, 29 de Julho de 1944 - 8 de Maio de 1945

Formado em 18 de Outubro de 1943 em Bagerovo a partir do II./Sch.G.1 com:
- Stab II./SG2 a partir do Stab II./Sch.G.1
- 4./SG2 a partir do 5./Sch.G.2
- 5./SG2 a partir do 5./SG 1
- 6./SG2 a partir do 6./Sch.G.2

O 6./SG2 foi convertido num Fw 190 Panzerschreck em Janeiro de 1944.

## III. Gruppe

### Gruppenkommandeure
- Hptm Hans-Ulrich Rudel 18 de Outubro de 1943 - 31 de Julho de 1944
- Maj Lothar Lau 1 de Agosto de 1944 - 22 de Janeiro de 1945
- Hptm Dr. Hans Müller 12 de Fevereiro de 1945 - 8 de Maio de 1945

Formado em 18 de Outubro de 1943 em Pervomaisk a partir do III./St.G.2 com:
- Stab III./SG2 a partir do Stab III./St.G.2
- 7./SG2 a partir do 7./St.G.2 and 7./Sch.G.1
- 8./SG2 a partir do 8./St.G.2
- 9./SG2 a partir do 9./St.G.2

## 10.(Pz)/SG2
Formado em 18 de Outubro de 1943 em Pervomaisk a partir do 10.(Pz)/St.G.2.

## Membros notáveis
- Hans-Ulrich Rudel - a ele é creditada a destruição de 2000 alvos, incluindo 519 tanques, 150 armas de artilharia, 800 outros veículos e algumas embarcações, dois cruzadores e um destroyer. O único recebedor da Cruz de Cavaleiro da Cruz de Ferro com Folhas de Carvalho Douradas, Espadas e Diamantes.[1]